# کوهاتا، جورجیا
کوهاتا (به انگلیسی: Cohutta) یک شهر در ایالات متحده آمریکا است که در شهرستان ویتفیلد، جورجیا واقع شده‌است. کوهاتا ۶٫۵ کیلومتر مربع مساحت و ۶۶۱ نفر جمعیت دارد و ۲۶۳ متر بالاتر از سطح دریا قرار دارد.